# الکسی ساتویچ
الکسی ساتویچ (انگلیسی: Alexey Tsatevich؛ ۵ ژوئیهٔ ۱۹۸۹ – ۸ آوریل ۲۰۲۴) دوچرخه‌سوار اهل روسیه بود.
از باشگاه‌هایی که در آن بازی کرده‌است می‌توان به تیم کاتیوشا–آلپتسین و گازپروم-روس‌ولو اشاره کرد.